# Territoire de Sagadahock
Le Territoire de Sagadahock, aussi appelé la Colonie de Sagadahock ou New Castle, était une colonie anglaise, comprenant principalement l'Est de l'actuel État américain du Maine.

## Histoire

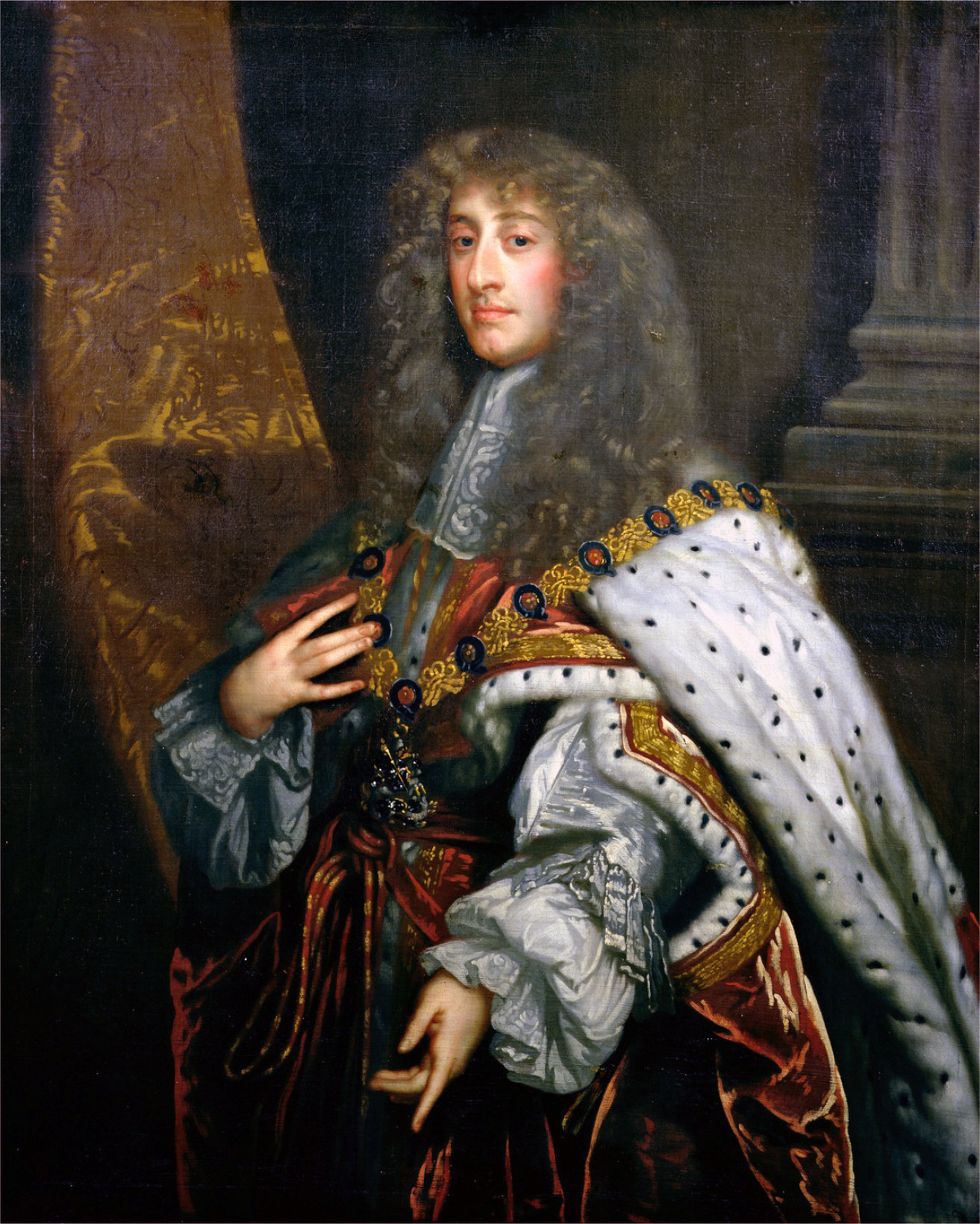
Le Duc d'York, futur roi Jacques II.

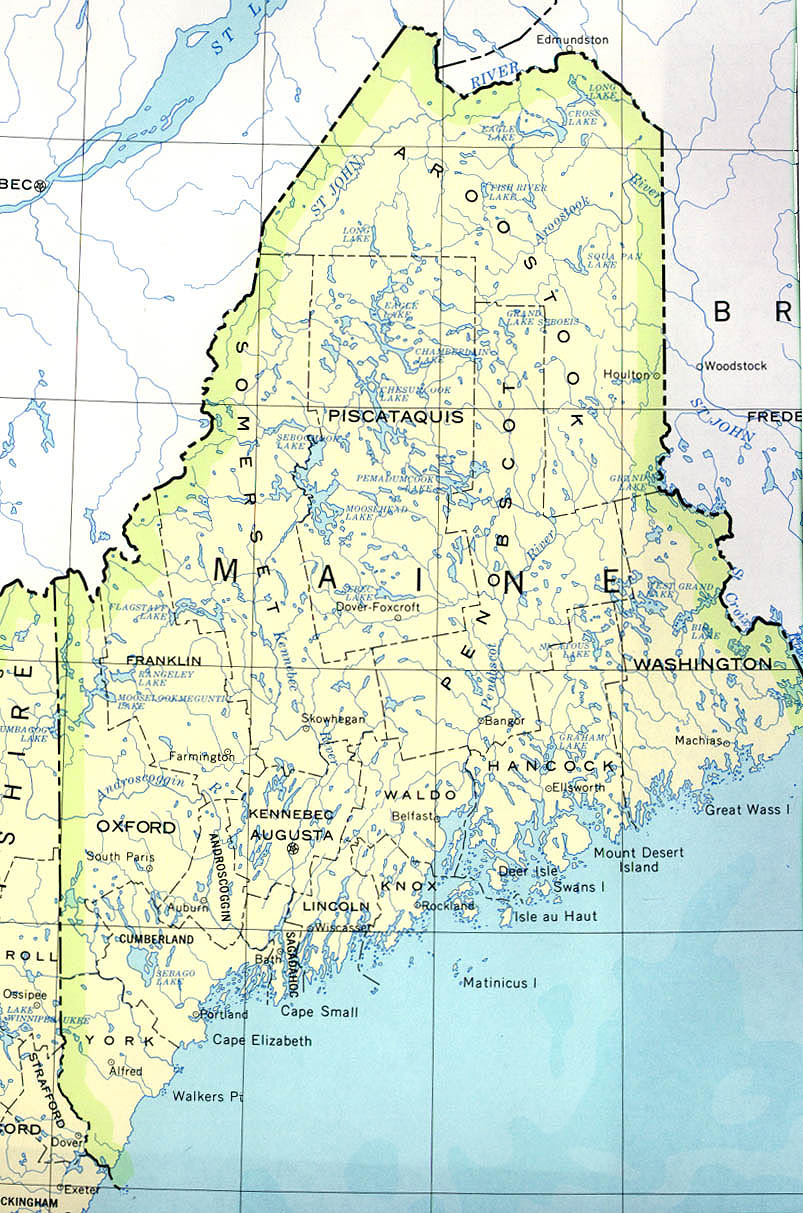
Le territoire de Sagadahock comprenait l'est du Maine et une partie du Québec.

En 1664, le roi Charles II d'Angleterre concède le territoire de Sagadahock à son frère, le duc d'York. Ce territoire correspond, à quelques détails près, à celui concédé à William Alexander fils en 1635. Cette concession est sans fondement puisque le Traité de Saint-Germain-en-Laye (1632) accordait explicitement le territoire au nord du fleuve Penobscot à la France. Elle annule également une partie des concessions faites huit ans plus tôt à Charles de Saint-Étienne de La Tour, William Crowne et Thomas Temple; le désaveu du Roi pour les décisions d'Oliver Cromwell pourrait expliquer cette volte-face.
La France récupère l'Acadie en 1667 par la signature du Traité de Bréda. Le roi d'Angleterre envoie des lettres patentes à Thomas Temple l'année suivante lui enjoignant de restituer la colonie aux Français, comprenant de fait toutes les terres situées au nord du fleuve Penobscot, y compris le territoire de Sagadahock. Thomas Temple refuse de restituer La Hève et le cap Sable, en se basant sur sa concession de 1657, qui fait une distinction entre l'Acadie et la Nouvelle-Écosse. Le Roi d'Angleterre réplique en forçant Temple à restituer les terres sans délai, ce qu'il fait en 1670. Par ces événements, les deux pays reconnaissent officiellement que l'Acadie s'étend jusqu'au-delà du fleuve Penobscot et non pas uniquement dans la péninsule.
Le roi Charles II restaure la concession du territoire de Sagadahock à son frère en 1674.
En 1686, un traité de neutralité est conclu entre la France et l'Angleterre, reconnaissant la souveraineté de chacun des pays sur les territoires occupés à ce moment, reconnaissant donc implicitement la souveraineté française sur l'Acadie. Les Anglais commencent alors à considérer que c'est l'occupation qui détermine la souveraineté, et non l'exploration, une vision partiellement partagée par les Français. Malgré la signature du traité, les Anglais réclament officiellement le territoire de Sagadahock dès 1681, en se basant sur les concessions de 1664 et 1674. En 1688, leur tentative pour prendre ce territoire provoque une attaque française. En 1690, William Phips prend Port-Royal. Guillaume et Marie annexent l'Acadie et le territoire de Sagadahock au Massachusetts en 1691. La Nouvelle-Écosse est séparée du Massachusetts en 1696.
En représailles de la prise de la baie d'Hudson et de la destruction du fort Pemaquid par Pierre Lemoyne d'Iberville en 1696, les Anglais pillent Beaubassin la même année. Les conquêtes respectives sont reconnues par le Traité de Ryswick en 1697, sans que le traité ne mentionne explicitement l'Acadie. Le traité a pour effet d'annuler la souveraineté de l'Angleterre sur l'Acadie mais les Anglais continuent de réclamer le territoire de Sagadahock. Le gouverneur de Villebon envoie toutefois une lettre au Massachusetts informant que la France considère que l'Acadie s'étend jusqu'au fleuve Kennebec. En fait, des commissaires sont chargés de délimiter les frontières, qui ne sont pas non plus mentionnées dans le traité et en viennent à rétrécir le territoire de l'Acadie jusqu'au fleuve Saint-Georges.
L'Acadie est perdue par la France lors de la signature du Traité d'Utrecht en 1713. La France conserve en fait l'île Royale et l'île Saint-Jean. Le traité mentionne que l'Acadie et la Nouvelle-Écosse sont synonymes, même si la France avait toujours soutenue que la colonie s'étendait jusqu'au fleuve Kennebec, ou au moins jusqu'au fleuve Penobscot. Du point de vue du Massachusetts, le traité rétablit le territoire de Sagadahock et la Nouvelle-Écosse alors que, selon le nouveau gouverneur de la Nouvelle-Écosse, la colonie inclut toute l'ancienne Acadie et sa frontière ouest se trouve à la rivière Saint-George. La Grande-Bretagne considère que l'Acadie, et donc la Nouvelle-Écosse, s'étend au nord, jusqu'au fleuve Saint-Laurent. La France considère quant à elle que l'Acadie, et donc la Nouvelle-Écosse, est limitée à la partie sud de la péninsule, autrement dit que ce n'est pas l'Acadie qu'elle possédait avant 1710 mais une autre Acadie, selon ses anciennes limites. Les visions respectives de l'Acadie sont reflétées dans les cartes produites par les deux puissances. Les Britanniques ne prennent pas possession de la partie continentale du territoire après la signature du traité, signifiant qu'elle reste de souveraineté française.
En 1763, la France cède ses possessions en Amérique du Nord à la Grande-Bretagne par la signature du Traité de Paris, qui est sans équivoque, mettant ainsi fin aux disputes sur les frontières de l'Acadie. Le fleuve Sainte-Croix et la ligne plein nord constituent la nouvelle frontière, la même en fait que celle de la Nouvelle-Écosse de William Alexander, en 1621. Le territoire de Sagadahock se retrouve donc par défaut à être une possession du Massachusetts.
Le Massachusetts continue de réclamer le territoire de Sagadahock, autrement dit les terres à l'est jusqu'au fleuve Sainte-Croix, tandis que la Nouvelle-Écosse revendique les terres à l'ouest jusqu'au fleuve Penobscot, en tant qu'héritière de l'Acadie. Toutefois, le Traité de Paris et l'Acte de Québec font perdre de la partie nord du territoire de Sagadahock au profit du Québec.